# Second Congrès continental
Second Continental Congress
Le Second Congrès continental est le nom donné à l'assemblée de délégués des 13 colonies américaines qui siégea du 10 mai 1775 au 1er mars 1781. Il adopta la Déclaration d'indépendance des États-Unis du 4 juillet 1776, ainsi que les Articles de la Confédération. Pendant la révolution américaine, le Congrès fit office de gouvernement et prit des décisions concernant la politique étrangère, la guerre et la monnaie,.

## Contexte
Dans les années 1760-1770, le parlement britannique vota un certain nombre de nouvelles taxes afin que les colons d'Amérique du Nord participent au financement du maintien des troupes britanniques sur leur territoire après la fin de la guerre de Sept Ans, ainsi qu'au remboursement de l'énorme dette qui en a résulté. Ces taxes furent extrêmement mal reçues dans les treize colonies, et une résistance aux décisions de Londres s'organisa. Au fil des années et des lois, tensions et heurts se multiplièrent, notamment dans la province de la baie du Massachusetts avec le massacre de Boston en 1770 et le Boston Tea Party en 1773. En septembre 1774, douze des treize colonies envoyèrent des délégués au Premier Congrès continental, afin d'expliquer leur position quant aux lois et aux taxes, et de faire appel à la Couronne pour une résolution du conflit. En avril 1775, les hostilités armées commencent dans le Massachusetts, lors des batailles de Lexington et Concord.

## Histoire
Le Premier Congrès continental de 1774 n'ayant pas porté ses fruits, le Second Congrès se réunit à Philadelphie en Pennsylvanie le 10 mai 1775 à la Pennsylvania State House (aujourd'hui Independence Hall) ; Benjamin Franklin et George Washington y siégeaient alors comme délégués. Le Second Congrès continental souhaitait parer à toute éventualité. En conséquence, ils envoyèrent la Pétition du rameau d'olivier (Olive Branch Petition) au roi d'Angleterre George III pour l'appeler à la réconciliation, en accusant le Parlement britannique d'oppression. Parallèlement, le Congrès publia une déclaration expliquant les raisons pour lesquelles il était nécessaire d'armer les colons américains (Declaration of the Causes and Necessities of Taking Up Arms). Dans cette déclaration le Congrès déclarait que les colons se préparaient au combat non pour obtenir l'indépendance, mais pour défendre leurs droits, et qu'ils déposeraient les armes sitôt leurs droits respectés et garantis.
En juin 1775, pendant le siège de Boston, le Congrès créa l'Armée continentale et nomma le Général George Washington à sa tête. Un comité fut formé pour entamer des négociations avec les pays étrangers.
Le Second Congrès continental adresse un deuxième appel aux Canadiens pour qu'ils rejoignent les états américains dans leur lutte contre l'Angleterre (le premier appel avait été adressé en 1774, sans succès). Le 21 juillet 1775, le Congrès étudie une proposition de confédération élaborée par Benjamin Franklin : elle prévoit une constitution.
À la suite de la défaite américaine de Brandywine le 11 septembre 1777 et l'occupation de Philadelphie par les britanniques, le Congrès doit se replier d'abord à Lancaster (Pennsylvanie) puis à York (Pennsylvanie). Le matériel de guerre a lui aussi été déplacé vers Reading (Pennsylvanie). Les affrontements se sont poursuivis dans la région pendant une semaine. Après avoir investi Philadelphie en septembre 1777, les Britanniques concentrèrent 9 000 hommes à Germantown, située à 8 km au nord de Philadelphie.

## Œuvres du Second Congrès continental
Le Second Congrès continental a gouverné les États-Unis de 1775 à 1781.
Il a créé :
- l'armée continentale (1775) ;
- la marine américaine ;
- un réseau postal (26 juillet 1775[réf. souhaitée]) ;
- une monnaie fiduciaire, le Continental currency dollar.

...
Il a adopté l'indépendance américaine le 4 juillet 1776 et les Articles de la Confédération le 15 novembre 1777. Il a aussi adopté le drapeau des États-Unis le 14 juin 1777. Il s'est occupé de la monnaie et a émis des emprunts.
Enfin, l'assemblée a négocié l'alliance avec la France (1778) et a mis en place un service diplomatique

## Liste des présidents
- Peyton Randolph (10 mai 1775 – 23 mai 1775)
- John Hancock (24 mai 1775 - 31 octobre 1777)
- Henry Laurens (novembre 1777 – 9 décembre 1778)
- John Jay (10 décembre 1778 – 27 septembre 1779)
- Samuel Huntington (28 septembre 1779 – 9 juillet 1781)
- Thomas McKean (10 juillet 1781-4 novembre 1781)
- John Hanson (5 novembre 1781-3 novembre 1782)
- Elias Boudinot (4 novembre 1782-2 novembre 1783)
- Thomas Mifflin (3 novembre 1783-31 octobre 1784)
- Richard Henry Lee (30 novembre 1784-6 novembre 1785)
- John Hancock (23 novembre 1785-29 mai 1786)
- Nathaniel Gorham (6 juin 1786-5 novembre 1786)
- Arthur St. Clair (2 février 1787-4 novembre 1787)
- Cyrus Griffin (22 janvier 1788-2 novembre 1788)